# Atlético Colina
El Atlético Colina es una institución deportiva de Chile radicada en la ciudad de Colina de la Región Metropolitana de Santiago. Fue fundado el 27 de noviembre de 2014 y actualmente juega en la Segunda División Profesional de Chile.

## Historia
Fue fundado el 27 de noviembre de 2014 con el nombre de Athletic Club Colina, debido a la unión de la Asociación de Fútbol de Colina y la participación del proyecto del Athletic Club Barnechea, de manera deportiva y administrativamente, además de la participación de las autoridades de la ciudad ubicada dentro de la Provincia de Chacabuco.
Si bien la postulación se hizo a nombre de Club Atlético Municipal de Colina – denominado también como Municipal Colina– , el cual la Asociación Nacional de Fútbol Amateur de Chile lo tomo en un inicio como la razón social del club.
El Athletic Club Colina se integró al campeonato Nacional de Tercera División B de Chile 2015, quedando seleccionado al Grupo Norte, donde terminó en el segundo lugar, lo que le permitió disputar la Liguilla de Ascenso a Tercera División A. En la última fecha de la liguilla el club tenía que conseguir la victoria para obtener el cupo de ascenso, pero Deportes Osorno le empató en el último minuto y freno las ilusiones de ascenso del equipo.
Al inicio de la Temporada 2016, Athletic Club Colina participa en la Copa Absoluta, donde logró pasar de fase, así fue como en la semifinales ganó con un marcador global de 7 a 3 a Municipal Santiago, logrando el ascenso a Tercera División A, el cual era el gran premio para los clubes de Tercera División B. El club disputó la final contra Lautaro de Buin ganando el partido de ida 2 a 0 y en el duelo de vuelta empataron a 1, coronándose campeón de la Copa Absoluta 2016.
En la temporada 2017, AC Colina luchó hasta el final por uno de los dos cupos de ascenso a la Segunda División, en una vibrante última fecha AC Colina ganó, pero no le sirvió ya que General Velásquez y Arturo Fernández Vial, ganaron sus duelos respectivos, quitándole la ilusión al club santiaguino, que terminó cuarto en la tabla general.
En la temporada 2018 de la Tercera División A logró clasificar a la Liguilla de Ascenso, donde finalizó en segundo lugar, ascendiendo a la Segunda División Profesional.

### Estadía en el fútbol profesional y descenso a Tercera División
Tras haber cambiado su nombre a Deportes Colina, el club debutó en el profesionalismo el 18 de marzo de 2019, por la primera fase de la Copa Chile, enfrentando a Santiago Morning, perdiendo 3-1 a partido único.
Ya en la Segunda División Profesional, debutó el 6 de abril ante Deportes Vallenar, perdiendo 2-1, mientras que su primera victoria fue en la fecha 3 ante Iberia por 1-0, en el estadio Municipal de Los Ángeles.
Tras realizar una mala campaña con 23 puntos, logrando 7 victorias y tan solo dos empates, debió afrontar la liguilla de descenso, en la que terminó líder con 10 puntos, y un gol a favor más que Fernández Vial.
Ya en la temporada 2020, y después del aplazamiento por la pandemia de COVID-19, debutó en la fecha 1, el 11 de septiembre, empatando 1-1 frente a Independiente de Cauquenes. En la fecha siguiente repetiría el marcador, esta vez ante San Antonio Unido.
Tras lograr una irregular campaña, terminaron en la novena posición con 22 puntos, a dos del descenso, ya que en esta temporada se eliminaron las liguillas. 
En la temporada 2021, debutó el 5 de junio de aquel año, ganando por 1-0 a Deportes Valdivia. Posteriormente, en la Copa Chile nuevamente enfrentaron a Santiago Morning, ganando por la mínima, sólo para que en la segunda fase Deportes La Serena los humillara con un global de 7-1.  
Volviendo al campeonato de liga, entraron en una mala racha, volviendo al triunfo recién en la fecha 10, ante Colchagua, por 1-0. Su tercer triunfo no llegaría hasta la fecha 17, con resultado de 2-0 frente a San Antonio Unido.
Pese a ganar ante Deportes Concepción en la fecha 19, y golear a Colchagua por 4-1 en la penúltima fecha, el cuadro metropolitano no pudo salvar la categoría al perder en la última fecha, el 28 de septiembre ante Iberia por 1-0, sentenciando su regreso a la Tercera División tras 3 años como equipo profesional.
Tras un reportaje por parte de Mega, se reveló que la Contraloría General de la República de Chile objetó cerca de $2.300 millones de la Corporación de Deportes de la Municipalidad de Colina, por dineros que habrían llegado al patrimonio de club, además de un conflicto de interés de la alcaldesa de la comuna de Colina Isabel Valenzuela, quien aparece como dueña de acciones del club que no fueron mencionadas en su declaración de patrimonio. La alcaldesa acusó un informe sesgado en su contra, además de indicar que habría vendido las acciones a su dominio.

### Cambio de nombre y regreso al profesionalismo
En la temporada 2024, Deportes Colina había terminado en el tercer lugar del Torneo de Tercera División A, por detrás de los ascendidos Santiago City y Brujas de Salamanca, por lo que debía quedarse en el amateurismo. Sin embargo, el 27 de febrero de 2025, debido a que Barnechea decidió renunciar a esa categoría y al profesionalismo, por la corrupción de su dirigencia, el equipo eléctrico ocupará su cupo en la Segunda División Profesional 2025, lo que significó su vuelta a la ANFP, después de 4 años de ausencia, luego de su última aparición en la temporada 2021. En paralelo, el equipo cambió su nombre y ahora se llama Atlético Colina.

## Estadio
El Deportes Colina ejerce su localía en el remodelado Estadio Municipal Manuel Rojas del Río, el cual tiene una capacidad para 4.000 espectadores, la superficie de la cancha es de césped sintético.
El Estadio Municipal Manuel Rojas del Río, se encuentra ubicado en la calle Aconcagua 680, con la Inmaculada Concepción, dentro del Parque San Miguel, de la ciudad de Colina.

## Escudo
Fue diseñado por Alberto Herrera, quien se inspiró en los símbolos más representativos de la comuna; el lema utilizado por la Municipalidad de Colina, «Salud, Dios y Progreso», un sol y la representación de una colina.

## Uniforme
- Uniforme titular: Camiseta amarilla, pantalón amarillo y medias azules.
- Uniforme alternativo: Camiseta azul, pantalón azul y medias azules.

### Uniforme titular
| 2015-16 | 2018 | 2019 | 2020 | 2020-21 | 2022 |

### Uniforme alternativo
| 2015-16 | 2018 | 2019 | 2020-21 |

### Auspicio
Las siguientes tablas detallan la cronología de las marcas de las indumentarias y los patrocinadores de Deportes Colina.
| Periodo   | Proveedor | Patrocinador |
| --------- | --------- | ------------ |
| 2015-16   | Mitre     | N/A          |
| 2017-18   | Playmaker | N/A          |
| 2019-21   | Training  | N/A          |
| 2021-22   | Playmaker | N/A          |
| 2023-Act. | Playmaker | Flesan       |

## Datos del club
- Temporadas en Segunda División: 3 (2019-2021)
- Temporadas en Tercera División A: 7 (2016-2018, 2022- )
- Temporadas en Tercera División B: 1 (2015)
- Participaciones en Copa Chile: 3 (2019, 2021,2023)

## Entrenadores

### Cronología
- Juan Pablo Guzmán (2015)
- Jorge Guzmán (2016)
- Juan Pablo Guzmán (2017-2019)
- Rodrigo Meléndez (2019-2021)
- Jeremías Viale (2021)
- Orlando Mondaca (2021)
- Fernando Gutiérrez (2021)
- Ítalo Pinochet (2022)
- Cristian Febre (2023)
- Fernando Gutiérrez (2023-2025)
- Gustavo Sepúlveda (2025-)

## Palmarés

### Torneos nacionales
- Copa Absoluta (1): 2016
- Subcampeón de la Tercera División A (1): 2018